# Skapelseordning
I en kristen kontext syftar Guds skapelseordning på att han har en viss intention med hur han har skapat jorden, till exempel att han har skapat människan till man och kvinna, och att all mänsklig samlevnad skall bygga på komplementaritet, att saker kompletterar varandra till en helhet.